# Voices of Revolt
Voices of Revolt (Stimmen der Revolte) ist eine englischsprachige US-amerikanische Buchreihe mit Schriften und Reden verschiedener Persönlichkeiten des revolutionären Denkens und Handelns.

## Kurzeinführung
In der Reihe von kleinen Büchern sind die herausragenden Äußerungen weltberühmter Führer des revolutionären Denkens und Handelns gesammelt. Herausgegeben wurde sie von International Publishers, einem Buchverlag mit Sitz in New York City, der 1924 von Alexander Trachtenberg gegründet wurde und auf marxistische Werke spezialisiert ist. Die überwiegend Übersetzungen enthaltende Reihe erschien in den Jahren 1927 und 1928. Der erste Band beispielsweise enthält verschiedene Reden Robespierres. Die folgende Übersicht erhebt keinen Anspruch auf Aktualität oder Vollständigkeit:

## Bände
- 1 Maximilien Robespierre (Digitalisat)
- 2 Jean Paul Marat
- 3 Ferdinand Lassalle
- 4 Karl Liebknecht
- 5 Georges Jacques Danton
- 6 August Bebel
- 7 Wilhelm Liebknecht
- 8 V. I. Lenin
- 9 Eugene V. Debs
- 10 Charles E. Ruthenberg